# .onion
A .onion egy internetes pszeudo-legfelső szintű tartomány, a Tor hálózaton belül elérhető anonim rejtett szolgáltatások (hidden service) jelölésére. Az .onion végződésű címek nem valódi DNS nevek, az .onion tartománynév nem része a DNS-gyökérzónának, de megfelelő proxy használatával egyes programok (pl. böngésző) hozzáférhetnek a szolgáltatásokhoz.
A címek a rejtett szolgáltatás konfigurálásakor automatikusan generált 16 karakteres hashek. A 16 karakter tartalmazhatja az angol ábécé kisbetűit és 2 és 7 közötti számokat. A cím gyakorlatilag egy base64-enkódolt 80 bites szám.